# San Marino az 1972. évi nyári olimpiai játékokon
San Marino az NSZK-beli Münchenben megrendezett 1972. évi nyári olimpiai játékok egyik részt vevő nemzete volt. Az országot az olimpián 2 sportágban 7 sportoló képviselte, akik érmet nem szereztek.

## Kerékpározás

### Országúti kerékpározás
| Versenyző         | Versenyszám   | Idő           | Helyezés      |
| ----------------- | ------------- | ------------- | ------------- |
| Daniele Cesaretti | Mezőnyverseny | nem ért célba | nem ért célba |

## Sportlövészet
Nyílt
| Versenyző         | Versenyszám           | Pont           | Helyezés       |
| ----------------- | --------------------- | -------------- | -------------- |
| Bruno Morri       | Gyorstüzelő pisztoly  | 570            | 47.            |
| Roberto Tamagnini | Gyorstüzelő pisztoly  | nem fejezte be | nem fejezte be |
| Italo Casali      | Sportpuska, összetett | 1026           | 65.            |
| Libero Casali     | Sportpuska, összetett | 997            | 68.            |
| Guglielmo Giusti  | Trap                  | 175            | 43.            |
| Silvano Raganini  | Trap                  | 186            | 24.            |